# Lewis Cine
Lewis Tom Cine (Haiti, 29 settembre 2000) è un giocatore di football americano haitiano che milita nel ruolo di safety per i Philadelphia Eagles della National Football League (NFL).

## Carriera universitaria
Cine nella sua prima stagione a Georgia nel 2019 disputò tutte le 14 partite, partendo come titolare nelle ultime due. L’anno seguente fu nominato safety titolare. La sua stagione si chiuse con 49 tackle e 12 passaggi deviati. Nel 2021 vinse il campionato NCAA e a fine stagione annunciò l'intenzione di passare tra i professionisti.

## Carriera professionistica

### Minnesota Vikings
Cine fu scelto come 32º assoluto nel Draft NFL 2022 dai Minnesota Vikings. Il 2 ottobre, nella gara a Londra contro i New Orleans Saints, subì una frattura scomposta alla gamba che richiese due operazioni chirurgiche, chiudendo la sua stagione da rookie.

### Buffalo Bills
Cine firmò con la squadra di allenamento dei Buffalo Bills il 29 agosto 2024.

### Philadelphia Eagles
L'8 gennaio 2025 Cine firmò con i Philadelphia Eagles.